# Mixi
Mixi är en japansk community liknande Facebook. I maj 2008 hade webbplatsen över 10 miljoner användare och hade 80% av den japanska marknaden för sociala nätverk.
Mixi grundades av Kenji Kasahara.